# Marcel Philippot
Pour les articles homonymes, voir Philippot.
Marcel Philippot, né le 15 avril 1953 à Guingamp et mort le 2 mars 2018 à Paris 10e, est un comédien français.
Il est principalement connu pour son rôle du client mécontent dans la série Palace de Jean-Michel Ribes (1988), qu'il reprend des années plus tard (années 2000 et 2010) pour une série de publicités télévisées pour la MAAF, notamment aux côtés de Philippe Khorsand.

## Biographie
Fils d'un ingénieur des constructions navales, Marcel Philippot, une fois son baccalauréat obtenu, s'installe à Paris dans une chambre de bonne du quartier Montparnasse afin de suivre les cours de théâtre de Jean-Laurent Cochet,.
Il intègre le conservatoire d'art dramatique de Paris.
Il joue dans des pièces de boulevard et affectionne particulièrement Sacha Guitry. On le voit dans La Nord-Sud, écrit et mis en scène par Igor Futterer (d'après Céline), Adieu Berthe d'Allen Boretz et John Murray, ou bien encore dans Folle Amanda de Barillet et Gredy, Scarlett… le retour de Laurence Jyl et Le Nouveau Testament, ainsi que Le Mari, la Femme et l'Amant de Sacha Guitry (mise en scène Bernard Murat). Il joue aussi dans d'autres classiques du boulevard ou de la comédie, comme On ne badine pas avec l'amour mise en scène de Jean-Claude Brialy, Chat en poche et L'Hôtel du libre échange de Georges Feydeau par exemple. Il aime les comédies légères, où il apparaît dans des rôles prêtant à rire, Tonton, pourquoi tu tousses?, Darling chérie, Double Foyer de Philippe Bouvard, etc. Dans les années 1980, il fait partie du Petit théâtre de Bouvard. Il apparaît fréquemment dans des seconds rôles de séries télévisées.
Il interprète un personnage de client mécontent et impatient dans la série de Canal+, Palace (dès 1988), répétant sans cesse « Appelez-moi le directeur ! », puis « Je l'aurai un jour, je l'aurai ! », devenue phrase culte du grand public. Il reprend le personnage dans une série de publicités télévisées de la MAAF qui le montre régulièrement au grand public dans les années 2000 et 2010.
Il a également interprété avec drôlerie, le rôle de Monseigneur Boniface, évêque de Germanie, dans la série Kaamelott, réalisée par Alexandre Astier, dans le milieu des années 2000.

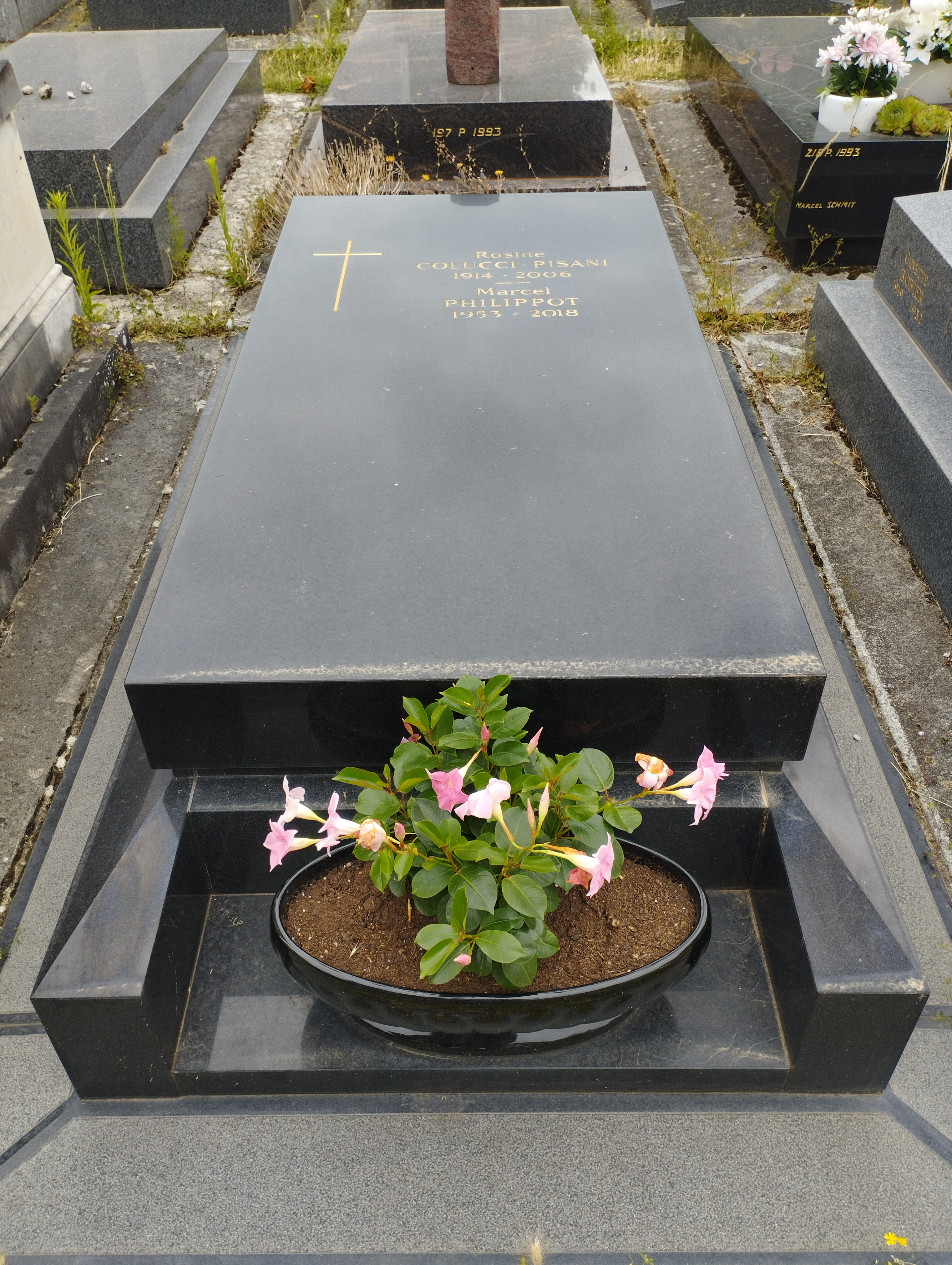
Tombe de Marcel Philippot au cimetière du Montparnasse (division 3).

Marcel Philippot espérait depuis développer sa carrière, souhaitant sortir de son personnage de la série Palace, notamment au cinéma, mais aucune proposition intéressante ne lui sera proposée, exception faite de son ami Jean-Michel Ribes, pour son film Brèves de comptoir (2014), qui lui confiera un petit rôle.
À partir de septembre 2016, sa carrière, jusqu'alors consacrée à la comédie et au théâtre de boulevard, prend un tournant grâce au rôle de l'« Auteur » qu'Arnaud Denis lui confie dans sa pièce Le Personnage désincarné.
Il est retrouvé mort à son domicile parisien le 2 mars 2018. La nouvelle est rendue publique le 3 mars, via un communiqué de son agent Jean-Pierre Noël. La cause de son décès est gardée secrète. Il est inhumé au cimetière du Montparnasse (division 3), dans la même tombe que Rosine Colucci-Pisani, la tante de Coluche.

## Théâtre
- 1979 : Chat en poche de Georges Feydeau, mise en scène Jean-Laurent Cochet, Théâtre Édouard VII
- 1986 : Les Dégourdis de la 11e d'André Mouëzy-Éon, mise en scène Jacques Rosny, Théâtre des Variétés
- 1986 : Double mixte de Ray Cooney, mise en scène Pierre Mondy, Théâtre de la Michodière
- 1989 : La Bonne Adresse de Marc Camoletti, mise en scène de l'auteur, Théâtre Michel
- 1990 : Duo sur canapé de Marc Camoletti, mise en scène de l'auteur, Théâtre Michel
- 1991 : Darling chérie de Marc Camoletti, mise en scène de l'auteur, Théâtre Michel
- 1993 : Vent de folie de Bernard Granger, mise en scène Maurice Risch
- 1995 : Le Saut du lit de Ray Cooney et John Chapman, mise en scène Raymond Acquaviva
- 1996 : Là-haut ! d'Yves Mirande et Gustave Quinson, musique Maurice Yvain, mise en scène David Gilmore, Théâtre des Célestins
- 1998 : On ne badine pas avec l'amour d'Alfred de Musset, mise en scène Jean-Claude Brialy
- 1999 : Le Nouveau Testament de Sacha Guitry, mise en scène Bernard Murat, Théâtre des Variétés
- 2001 : Première Porte à Gauche de Jean Barbier, Théâtre des Nouveautés
- 2002 : Scarlett…le retour de Laurence Jyl, Bobino
- 2003 : Tout bascule! de et mise en scène Olivier Lejeune
- 2004 : Folle Amanda de Barillet et Grédy
- 2005 : Adieu Berthe de A. Boretz et J. Murray, mise en scène J.-P. Weiss
- 2008 : La Nord-Sud d'après Entretien avec le professeur Y de Louis-Ferdinand Céline, adapté et mis en scène par Igor Futterer, avec Roland Farrugia au Théâtre Clavel
- 2008 : La Dame de chez Maxim's de Georges Feydeau, mise en scène Francis Perrin
- 2010 : Les Nouvelles Brèves de comptoir de Jean-Marie Gourio, mise en scène Jean-Michel Ribes, Théâtre du Rond-Point, Théâtre national de Nice, Théâtre du Gymnase, Théâtre des Célestins, tournée
- 2011 : Les Nouvelles Brèves de comptoir de Jean-Marie Gourio, mise en scène Jean-Michel Ribes, tournée
- 2012 : Tartuffe de Molière, mise en scène Marion Bierry, Théâtre national de Nice, tournée, Théâtre de Paris
- 2013 : Théâtre sans animaux de Jean-Michel Ribes, mise en scène Jean-Michel Ribes, Théâtre du Rond-Point, Théâtre National de Nice
- 2014 : La Pèlerine écossaise de Sacha Guitry, mise en scène Pierre Laville, Théâtre Daunou
- 2015 : Tout reste à faire de et mise en scène Christine Delaroche, tournée
- 2016 : Le Personnage désincarné d'Arnaud Denis, Théâtre de la Huchette

## Filmographie

### Cinéma
- 1982 : Le Quart d'heure américain de Philippe Galland : le client
- 1984 : Adam et Ève : maître Jacques, l'huissier
- 1987 : On se calme et on boit frais à Saint-Tropez de Max Pécas
- 1987 : Il est génial papy ! de Michel Drach
- 1988 : Bernadette de Jean Delannoy : l'abbé Bernadou
- 1988 : Les Prédateurs de la nuit (Faceless) de Jesús Franco : Maxance
- 1989 : L'Invité surprise de Georges Lautner : le marchand de tableaux
- 1990 : Après après-demain de Gérard Frot-Coutaz : le directeur du supermarché
- 1991 : On peut toujours rêver de Pierre Richard : un joueur de golf
- 1993 : Une journée chez ma mère de Dominique Cheminal : un supporter
- 1999 : Le Schpountz de Gérard Oury : Dominique
- 2004 : Un long dimanche de fiançailles de Jean-Pierre Jeunet : un bourgeois
- 2004 : Les Gaous de Igor Sekulic : le professeur de médecine
- 2014 : Brèves de comptoir de Jean-Michel Ribes : Monsieur Rabier

### Télévision
- 1976 : Comme du bon pain (feuilleton) : Pinglet
- 1978 : Histoire du chevalier Des Grieux et de Manon Lescaut de Jean Delannoy : un valet
- 1982 à 1985 : Le Petit Théâtre de Bouvard (série télévisée)
- 1984 : Les Cinq Dernières Minutes, série, épisode La Quadrature des cercles de Jean-Pierre Richard : le brigadier
- 1986 : Bing
- 1986 : Marie Love : le curé
- 1986 : Tous en boîte (feuilleton) : Fred
- 1988 : Palace (feuilleton) : le client mécontent
- 1991 : Les Dessous de la passion : M. Heurteloup
- 1991 : Bing (série télévisée)
- 1992 : Les Cravates léopards : De La Tallenche
- 1992 : Méprise d'otage : Laloye
- 1993 : La Dame de Lieudit de Philippe Monnier
- 1994 : Rendez-moi ma fille
- 1995 : Les Gromelot et les Dupinson (série télévisée) : Pierre-Alain 'Pad' Dupinson
- 2003 : Le Nouveau Testament : le valet
- 2004 : Kaamelott : monseigneur Boniface, évêque de Germanie